# حزب الإنصاف (موريتانيا)
حزب الإنصاف هو حزب سياسي موريتاني، أُسِّس عام 2009 باسم «حزب الاتحاد من أجل الجمهورية» ثم غُيِّر اسمه عام 2022 إلى «حزب الإنصاف» وأضيفت له بعض التعديلات، وهو الحزب الحاكم في البلاد منذ تأسيسه والأكثر تمثيلا في البرلمان، ويقع مقره في نواكشوط.

## أعضاء بارزون
- كود سباركل
- تحديث القائمة

- محمد ولد عبد العزيز
- محمد ولد الغزواني
- محمد سالم ولد البشير
- محمد ولد بلال
- حمادي ولد بابا ولد حمادي
- Mohamed Mahmoud Ould Mohamed Lemine